# Bezirk Ropczyce

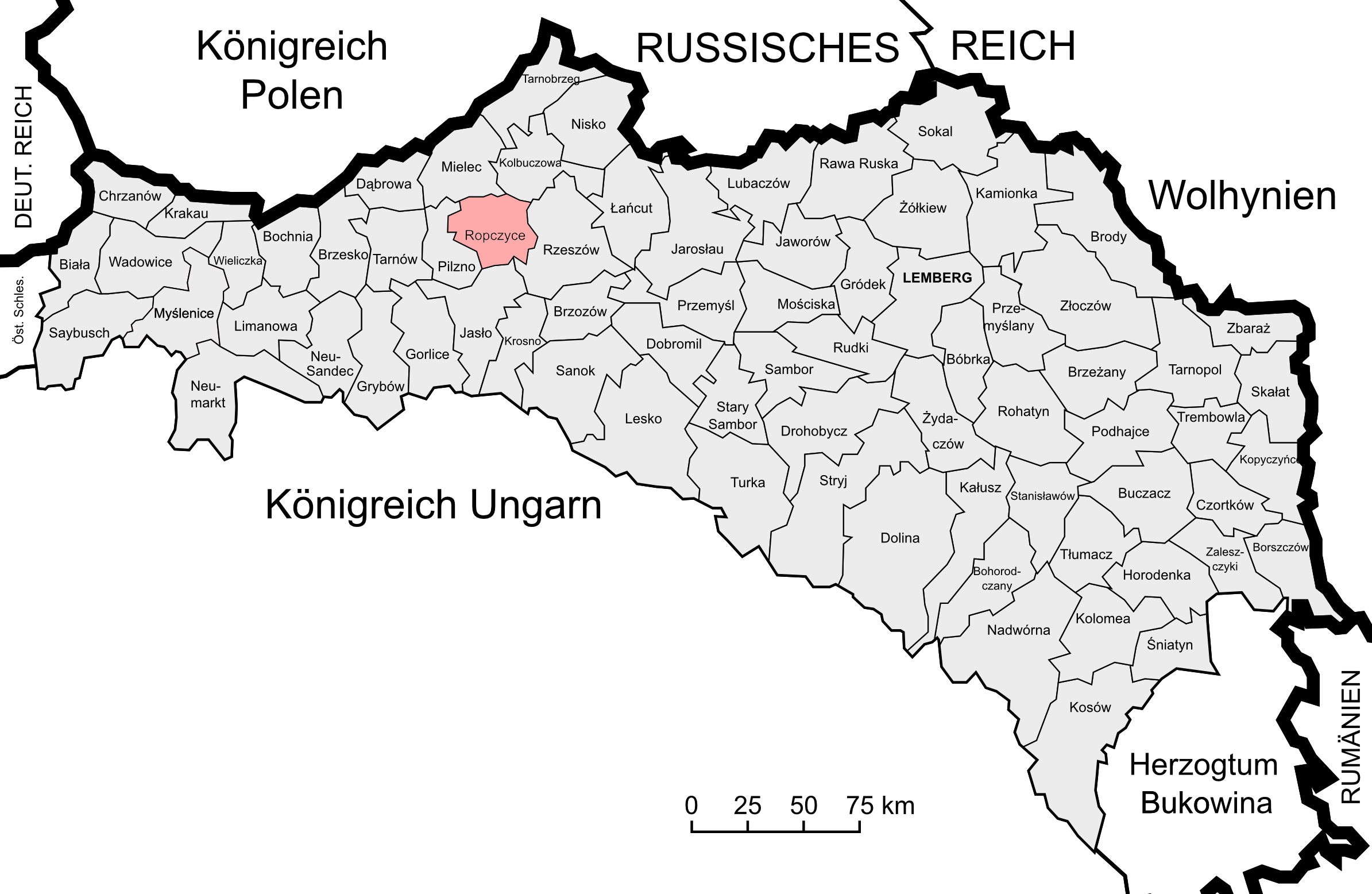
Lage des Bezirks Ropczyce im Kronland Galizien und Lodomerien

Der Bezirk Ropczyce war ein politischer Bezirk im Kronland Galizien und Lodomerien. Sein Gebiet umfasste Teile Westgaliziens im heutigen Polen (Powiat Ropczyce-Sędziszów), Sitz der Bezirkshauptmannschaft war die Stadt Ropczyce. Nach dem Ersten Weltkrieg musste Österreich den gesamten Bezirk an Polen abtreten, hier sind große Teile heute im Powiat Ropczycko-Sędziszowski zu finden.
Er grenzte im Norden an den Bezirk Mielec, im Nordosten an den Bezirk Kolbuszowa, im Osten an den Bezirk Rzeszów, im Süden an den Bezirk Strzyżów sowie im Westen an den Bezirk Pilzno.

## Geschichte
Nachdem die Kreisämter Ende Oktober 1865 abgeschafft wurden und deren Kompetenzen auf die Bezirksämter übergingen, schuf man nach dem Österreichisch-Ungarischen Ausgleich 1867 auch die Einteilung des Landes in zwei Verwaltungsgebiete ab. Zudem kam es im Zuge der Trennung der politischen von der judikativen Verwaltung zur Schaffung von getrennten Verwaltungs- und Justizbehörden. Während die gerichtliche Einteilung weitgehend unberührt blieb, fasste man Gemeinden mehrerer Gerichtsbezirke zu Verwaltungsbezirken zusammen.
Der neue politische Bezirk Ropczyce wurde aus folgenden Bezirken gebildet:
- Bezirk Ropczyce (mit 29 Gemeinden)
- Teilen des Bezirks Kolbuszów (Gemeinden Boreczek, Białybór mit Blizne, Cierpisz, Czarna, Hucisko, Huta, Kamionka, Leszcze, Niwiska, Ociekam mit Wola und Dąbie, Poręby, Ruda, Tuszyma, Trześnia und Zapole)
- Teilen des Bezirks Frysztak (Gemeinden Jaszczurowa, Julkowice, Kalembina, Korzuchów, Niewodna, Rożanka, Szufnarowa, Wiśniowa mit Jezowa und Zawadka)
- Teilen des Bezirks Dembica (Gemeinden Brzezówka, Lubzina, Markt Łopuchowa, Mała, Niedźwiada, Okonin, Ostrów, Paszczyn, Sepnica mit Słustowa und Skrzyszów)
- Teilen des Bezirks Rzeszów (Gemeinden Będziemysl, Dąbrowa, Kawęcin mit Księżymost, Klęczany, Krzywa, Olchowa mit Lipie, Przedmieście mit Podlasek, Markt Sędziszów, Sielec, Trzciana, Wolica Ługowa, Wolica Piaskowa mit Potok)

Der Bezirk Ropczyce bestand bei der Volkszählung 1910 aus 91 Gemeinden sowie 61 Gutsgebieten und umfasste eine Fläche von 800 km². Hatte die Bevölkerung 1900 noch 78.480 Menschen umfasst, so lebten hier 1910 80.170 Menschen. Auf dem Gebiet lebten dabei mehrheitlich Menschen mit polnischer Umgangssprache (99,4 %) und römisch-katholischem Glauben, Juden machten rund 9 % der Bevölkerung aus.

## Ortschaften
Auf dem Gebiet des Bezirks bestand 1900 Bezirksgerichte in Dębica und Ropczyce, diesen waren folgende Orte zugeordnet:
Gerichtsbezirk Dębica:
- Bobrowa bestehend aus den Ortsteilen Bobrowa und Wola Bobrowska
- Braciejowa
- Brzeźnica bestehend aus den Ortsteilen Brzeźnica und Wola Brzeźnicka
- Brzeźowka bestehend aus den Ortsteilen Brzeźowka und Tłustowa
- Stadt Dębica
- Gawrzyłowa
- Góra Motyczna
- Grabiny
- Gumniska Fox
- Kawęczyn Dębicki
- Korzeniów
- Latoszyn
- Lubzina
- Nagawczyna
- Nagoszyn
- Paszczyna bestehend aus den Ortsteilen Kochanówka und Paszczyna
- Podgrodzie
- Pustków bestehend aus den Ortsteilen Męciszów, Pustków und Wola Pustkowska
- Pustynia bestehend aus den Ortsteilen Kendzierz, Kozłów und Pustynia
- Sępnica
- Stasiówka
- Stobierna
- Straszęcina
- Wola Wielka
- Wola Żyrakowska
- Wolica
- Zawada
- Żyraków

Gerichtsbezirk Ropczyce:
- Będziemyśl
- Boreczek
- Borek Mały
- Borek Wielki
- Broniszów
- Brzeziny
- Brzyzna
- Budzisz
- Bystrzyca Dolna
- Bystrzyca Górna
- Chechły
- Cierpisz
- Czarna
- Glinik
- Gnojnica
- Góra Ropczycka
- Iwierzyce bestehend aus den Ortsteilen Iwierzyce und Olimpów
- Kamionka
- Kawęczyn Sędziszowski
- Klęczany
- Konice
- Kozodrza
- Krzywa
- Łączki
- Łopuchowa
- Mała
- Nawsie
- Niedźwiada
- Nockowa
- Ocieka
- Okonin
- Olchowa
- Ostrów
- Pietrzejowa
- Przedmieście Sędziszowskie
- Stadt Ropczyce bestehend aus den Ortsteilen Gryfów, Ropczyce und Średnie
- Ruda
- Rzegocin
- Markt Sędziszów
- Sielec
- Skrzyszów
- Sośnice
- Szkodna
- Markt Wielopole
- Wiercany
- Wiśniowa
- Witkowice
- Wolica Ługowa
- Wolica Piaskowa
- Zagórzyce
- Ździary